# Маскара (Татарстан)
Маскара (тат. Мәчкәрә) — село в Кошкинском сельском поселении Кукморского района Республики Татарстан.

## История
Маскара - деревня, расположенная в Кукморском районе (ранее - Малмыжский уезд) Республики Татарстан, примерно в 17 километрах от Кукмора. Первые упоминания о деревне Маскара относятся к XVI веку. Она была основана татарами, переселившимися сюда после присоединения Казанского ханства к Российскому государству в 1552 году. На протяжении веков Маскара оставалась небольшим сельским поселением, жители которого занимались земледелием и скотоводством. Но деревня сохранила неповторимый колорит татарского села, бережно передавая из поколения в поколение свои традиции и культуру.
Главной достопримечательностью Маскары является ее мечеть, построенная в XIX веке в национальном татарском стиле. Рядом с мечетью находится старинное татарское кладбище, хранящее могилы представителей знатного рода Утямышевых, которые внесли значительный вклад в развитие просвещения, культуры и промышленности края.
В Маскаре также располагалось известное в регионе медресе, где получали образование многие будущие татарские ученые, богословы и общественные деятели. Среди выпускников медресе были такие известные личности, как реформатор-просветитель Габденнасыр Курсави и дед Шихабутдина Марджани.Центральной фигурой в истории деревни является ее основатель - Ишман, чье имя навсегда вписано в историю Маскары. Согласно легендам, Ишман и его брат Ишкай основали деревню на берегу реки Бурец в поисках плодородных земель. Сегодня Маскара по-прежнему сохраняет статус сельского поселения, в котором проживает около 500 человек. Жители деревни бережно хранят и передают из поколения в поколение богатое культурное наследие своих предков, привлекая многочисленных туристов, желающих прикоснуться к истории и традициям татарского народа. В деревне известный скандальный фильм "Зулейха открывает глаза", рассказывающих о судьбах татарского народа в советское время.
В «Списке населенных мест по сведениям 1859—1873 годов», изданном в 1876 году, населённый пункт упомянут как казённая деревня Маскаря 2-го стана Малмыжского уезда Вятской губернии. Располагалась при речке Бурце, по левую сторону Елабужского почтового тракта, в 20 верстах от уездного города Малмыжа и в 22 верстах от становой квартиры в казённом селе Поляны (Вятские Поляны). В деревне, в 117 дворах жили 677 человек (342 мужчины и 335 женщин), были 2 мечети, училище, бумагопрядильная и 2 китаечных фабрики, мельница.

## География
Расстояние до районного центра 17 километров.

## Население
Численность населения, согласно Всероссийской переписи населения (2010), составляет 229 человек.